# Ebrahim Al Miszkhas
Ebrahim Ali Hasan Al Miszkhas (ur. 7 lipca 1980) – bahrajński piłkarz występujący na pozycji obrońcy w drużynie Al-Muharraq.

## Kariera piłkarska
Ebrahim Al Miszkhas jest wychowankiem klubu Qalali. Potem grał w drużynie Demistan, a w 2003 przeszedł do Al-Muharraq. Po trzech latach przeniósł się do kuwejckiego zespołu Al-Arabi. Sezon 2007/2008 spędził w barwach katarskiego Al-Khor. Od 2008 ponownie jest piłkarzem Al-Muharraq. W 2001 zadebiutował w reprezentacji Bahrajnu. W 2011 został powołany do kadry na Puchar Azji rozgrywany w Katarze. Jego drużyna zajęła 3. miejsce w grupie i nie awansowała do dalszej fazy.